# アンドレ・ベルグデルモ
アンドレ・ベルグデルモ（André Bergdølmo, 1971年10月13日 - ）は、ノルウェーの首都オスロ出身の元同国代表サッカー選手。引退後はリールストロムSKでコーチを務める。現役時代のポジションはディフェンダー。
アヤックス・アムステルダム所属時にはセンターバックとして2001-02シーズンのエールディヴィジ優勝に貢献。
1997年にデビューしたノルウェー代表では63試合に出場。

## 所属クラブ
- リールストロムSK 1991-1996
- ローゼンボリBK 1997-2000
- アヤックス・アムステルダム 2000-2003
- ボルシア・ドルトムント 2003-2005
- FCコペンハーゲン 2005-2007
- ストレームスゴトセトIF 2007-2008
- セールムIL 2009